# 眠狂四郎勝負
《眠狂四郎勝負》（日语：眠狂四郎勝負）為1964年上映的時代劇，此為市川雷藏主演的《眠狂四郎系列》第二部。

## 劇情
某年元月，狂四郎在偶然中相逢的老人是熱心要改革幕府政治的財政奉行官，為了停止支付給將軍女兒高姬二萬兩的化粧費等政策，幕府的貴族階級及討...。

## 演員
- 眠狂四郎：市川雷藏
- 采女：藤村志保
- 朝比奈伊織：加藤嘉
- つや：高田美和
- 高姫：久保菜穂子
- 海老名良範：戸田皓久
- 増子紋之助：成田純一郎
- 神埼三郎次：丹羽又三郎
- 赤座軍兵衛：浜田雄史
- 榊原喜平太：五味龍太郎
- 柳生但馬守：淺野進治郎
- 大口屋：嵐三右衛門
- 白鳥主膳：須賀不二男
- 和泉屋：原聖四郎
- 茶屋女：橘公子

## 製作人員
- 企劃：遷久一
- 導演：三隅研次
- 原作：柴田鍊三郎（週刊「新潮」連載）
- 編劇：星川清司
- 攝影：牧浦地志
- 美術：内藤昭
- 照明：山下禮二郎
- 錄音：奥村雅弘
- 音樂：齋藤一郎
- 剪輯：菅沼完二
- 副導演：友枝稔議

## 外部連結
- 眠狂四郎勝負 （页面存档备份，存于）（日語）